# Урокљиве очи
Термин урокљиве очи (зло око) јесте митолошки термин који представља очи за које се верује да проузрокују зло својим злонамерним одсјајем, који се обично даје некој особи када није свесна. Датира барем из грчке класичне антике, 6. века пре нове ере, где се појавио на халкидским посудама за пиће, познатим као „чаше за очи“, као врста апотропејске магије.
Многе културе верују да ће примање урокљивог ока изазвати несрећу или повреду, док друге верују да је то нека врста натприродне силе која баца или одражава злонамерни поглед, желећи зло другима (посебно невиним). Старије итерације симбола су често биле направљене од керамике или глине; међутим, након производње стаклених перли у медитеранском региону отприлике 1500. године пре нове ере, перле урокљивих очију су популаризоване код Феничана, Персијанаца, Грка, Римљана и Османлија. Плава је вероватно коришћена јер ју је било релативно лако створити; међутим, модерне зле очи могу бити различитих боја.
Идеја изражена овим термином доводи до тога да многе различите културе предузимају заштитне мере против њега, при чему око 40% светске популације верује у урокљиве очи. Концепт и његово значење се веома разликују међу различитим културама, али је посебно истакнуто на Медитерану и југозападној Азији. Идеја се више пута појављује у јеврејској рабинској литератури. Друге популарне амајлије и талисмани који се користе за одбијање урокљивих очију укључују хамсу, док Италија (посебно јужна Италија) користи низ других јединствених чари и гестове за одбрану од злог ока, укључујући корничело, кимаруту и знак рогова.
Док је египатско Хорусово око сличан симбол заштите и доброг здравља, грчки талисман злог ока посебно штити од злонамерних погледа. Слично се верује да су идоли ока (око 8700–3500. п. н. е.) ископани у храму Тел Брак Ај да су биле фигурице понуђене боговима, а према Метрополитен музеју уметности, нису повезане са веровањем у зло око.

## Србија
Србија има многа сујеверја које локално становништво практикује. Поготово када је породица у питању, Срби имају читав низ неписаних правила којих се придржавају како би спречили злогласно 'зло око' и заштитили своје најмилије. Друштво налаже да се беби никада не купују поклони док се не роди. А када се роди, обавезно назвати новорођенче ружним. Ако се каже било шта добро, одојче ће бити подложно злим очима.
Код свих словенских народа присутно је веровање о постојању урока и могућности да се неко или нешто урекне, тј. да се нанесе зло погледом или речима. Уроком се може сматрати „магијска опсена која настаје погледом злих или урокљивих очију, затим речима уз изненађење, чуђење, и хвалисањем некога или нечега”. Урок, такође, митолошки означава и демона болести. Сматра се да се урећи могу људи, животиње, биљке, тј. усеви, али и предмети. Најосетљивије групе људи које могу подлећи уроку јесу „особе на граници промене статуса у оквиру дате културе (труднице, мала деца, млада и младожења) или особе које по неким обележјима излазе из заштитног појаса културе (голи и прљави), или су у неком граничном стању (болесници и рањеници, гладне особе, заспале особе)”.
Ипак, постоје и они људи и животиње који не могу бити уречени. Заштићени од урока су тзв. обележени или „начети” људи, затим они који су ружни или стари, као и они којима се нема на чему позавидети. Поред ових група, ту су и они људи који имају везе са вером или црквом, као и женска деца која се у српском народу „мање цене него мушка и сматрају се као имунија према злим очима”. Људи који могу урећи некога или нешто то најчешће чине несвесно, хваљењем некога или чуђењем некоме, као и сопственим тзв. урокљивим погледом, али има и оних који то чине са намером, чешће уз помоћ речи и предмета, а они се сматрају вешцима и вештицама.
Урицање погледом (урокљив поглед) у вези је са изразом зле очи / зло око, који означава ’очи чији поглед проузрокује болест, несрећу’. Интересантно је да зле очи могу имати и људи који не мисле зло, нпр. деца која су одбијена од сисања па поново враћена: „у Лужници и Нишави ’кад се дете одбије, не сме се више пуштати да сиса, јер сви ’повратњаци’ кад одрасту имају зле очи и могу сваког да урекну’. Исто је такво веровање и у околини Јагодине, у Соко Бањи, Алексинцу и Врњцима. У Динићевом речнику болест урокљивих очију објашњава се на следећи начин: „Ову болест добијају људи и стока ако их погледа неко ко има зле, урокљиве очи. Он у ствари не жели да им нанесе зло, али је немоћан јер је, по народном веровању, или рођен у суботу или одбијан од сисе па повраћан”. Најчешће, људи који имају урокљиве очи имају и неки белег или неко друго необично обележје на телу. На пример, „у српском народу се често чује да се треба чувати ’обележених’ људи, то јест људи са разроким очима, густим и сраслим обрвама, маљама, искривљеним лицем, са ранама, губама, чворугама, или људи који су без браде и бркова.

## Босна и Херцеговина
Муслиманско становништво Босне и Херцеговине верује да постоје особе са злим очима које, кад погледају човјека, животињу или биљку, наносе им зло. На постојање злих погледа, алудира и ајет из Кур’ана: „Готово да те неверници погледима својим оборе када Кур'ан слушају говорећи: „Он је, уистину, луда!“ Премда веома старо, веровање у зле и урокљиве очи и данас је веома раширено међу народима јужнославенског простора. Доласком ислама, веровање у зле и урокљиве очи још више је појачано, јер га, уз наведени цитат из Кур’ана, подржавају и одређене изреке Божијег Посланика. Према предаји рекао је: „Урокљиво око је истина, и ако има ишта да претиче судбину, онда је то урокљиво око...“
Верује се да зло носи онај ко завиди, те се као лек против урокљивог ока учи и као хамајлија користи поглавље из Кур’ана, Ал-Фалак, које у преводу на српски језик гласи: „Реци: „Утечем се Господару свитања од зла онога што ствара, и од зла мркле ноћи када разастре тмине, и од зла смутљивца када смутње сије, и од зла завидљивца када завист крије.“
Поред људи, од злих очију веома често страдају и животиње. Сматра се да за стоку нема већег зла од чуђења, а лек против тога је изрека: „Машала!“ На тај начин се стока штити од злог ока и урока.

## Турска
Типична заштита је назар направљен од ручно рађеног стакла са концентричним круговима или сузама у тамно плавој, белој, светлоплавој и црној боји, повремено са жуто-златном ивицом.
Културе које имају назаре или неке варијације укључују Турску, Румунију, Албанију, Северну Македонију, Босну и Херцеговину, Грчку, Кипар, Сирију, Либан, Палестину, Египат, Јерменију, Иран, Индију, Пакистан, Узбекистан, Авганистан, Ирак и Азербејџан, где се назар често качи у домове, канцеларије, аутомобиле, дечију одећу или уграђује у накит и украсе. Они су популаран избор сувенира код туриста.

## Етиопија
Веровање у зло око, или Буда (вар. боуда), је широко распрострањено у Етиопији. Генерално се верује да је Будим моћ коју држе и поседују они из друге друштвене групе, на пример међу металцима. Неки етиопски хришћани носити амајлију или талисман, познат као китаб, или ће призивати Божје име, да би одагнао штетне последице Буде. Дужник, који је или незаређени свештеник или образован лаик, створиће ове заштитне амајлије или талисмане.

## Сенегал
Еквивалент злог ока у Волофу би био "тијат". Верује се да се лепи предмети могу сломити ако их други завидно гледају. Да би одбили ефекат урокљивог ока, Сенегалци могу да носе наруквице од каури шкољки. То су морске шкољке за које се каже да апсорбују негативну енергију тијата и постепено потамне све док се наруквица не пукне. Такође је уобичајено да сујеверни људи носе „грис-грис“ направљен од марабута да би избегли несрећу.

## Пакистан
У Пакистану се зло око зове Назар (نظر). Људи обично могу да прибегну читању последња три поглавља Курана и за то се обично каже да одагна уроке. Разумевање урокљивих очију варира у зависности од нивоа образовања. Неки сматрају да је употреба црне боје корисна у заштити. Други користе "тавиз" да одагна урокљив поглед. Власници камиона и других возила јавног превоза се обично могу видети како користе малу црну тканину на браницима да би спречили урокљиво око.

## Италија
Корничело, "мали рог", такође назван корнето ("мали рог"), је дугачка, нежно увијена амајлија у облику рога. Корничели су обично исклесани од црвеног корала или направљени од злата или сребра. Тип од рога који треба да копирају није увијени овчји или козји рог, већ као уврнути рог афричке еланде или љуте папричице.
Једна идеја да грубе сугестије које дају сексуални симболи одвлаче вештицу од менталног напора потребног да се успешно изврши проклетство. Друга је да, пошто је ефекат ока био да исуши течност, исушивање фалуса (што резултира мушком импотенцијом) би се спречило тражењем уточишта у влажним женским гениталијама. Међу старим Римљанима и њиховим културним потомцима у медитеранским нацијама, они који нису били ојачани фаличним чарима морали су да користе сексуалне гестове да би избегли урокљиве очи. Такви гестови укључују чешање по тестисима (за мушкарце), као и гест мано корнута и знак смокве; песница са палцем притиснутим између кажипрста и средњег прста, који представља фалус унутар вагине. Поред фаличких талисмана, статуе руку у овим гестовима, или прекривене магијским симболима, Римљани су носили као талисмане.
Власник злог ока, јетаторе, описује се с упечатљивим изгледом лица, високих обрва са оштрим погледом који му искаче из очију. Често има репутацију потајне умешаности са мрачним силама и предмет је оговарања да се бави магијом и другим забрањеним праксама. Успешни људи који имају огроман лични магнетизам брзо постају познати као јетатори. Папа Пије се плашио свог урокљивог ока, а читав циклус прича о катастрофама које су се догодиле за њим био је актуелан у Риму током последње деценије 19. века. Јавне личности свих врста, од песника до гангстера, приписивале су своје специјализоване способности снази очију.

## Мексико
Мал де охо (шп. Mal de ojo; „бити болестан од погледа ока“) се често јавља без димензије зависти, али уколико је завист део охоа, она је варијанта основног осећаја несигурности и релативне рањивости према моћним, непријатељским силама у окружењу. У својој студији о медицинским ставовима у долини Санта Клара у Калифорнији, Маргарет Кларк долази до суштински истог закључка: „Међу народом који говори шпански у Сал си Пуедесу, пацијент се сматра пасивном и недужном жртвом злонамерних сила у свом окружењу. Те силе могу бити вештице, зли духови, последице сиромаштва или вирулентне бактерије које нападају његово тело. Жртвени јарац може бити социјални радник који долази у посету који несвесно може "бацити зло око'... Мексички народни концепти болести су делимично засновани на идеји да људи могу бити жртве немарног или злонамерног понашања других".